# Maurício Rangel Reis
Maurício Rangel Reis (Nova Friburgo, 2 de março de 1922 — Rio de Janeiro, 10 de setembro de 1986) foi um político brasileiro.Era casado com Têmis Teresinha de Lima, com quem teve dois filhos.
Foi Secretário-geral do Ministério da Agricultura durante a gestão do ministro Ney Braga (1965-1966) e ministro do Interior no governo Ernesto Geisel, de 15 de março de 1974 a 15 de março de 1979.